# گلادووسهوه
گلادووسهوه (به آلمانی: Gladowshöhe) یک منطقهٔ مسکونی در آلمان است که در اشتراوسبرگ واقع شده‌است. گلادووسهوه ۲۱۷ نفر جمعیت دارد.